# مخزن سد آوویا
مخزن سد آوویا (استونیایی: Aavoja Reservoir) یک مخزن سد روی رود آوویا است که در دهستان آنیا، شهرستان هاریو، استونی قرار دارد. این دریاچه که بخشی از سیستم تأمین آب تالین محسوب می‌شود ۱۶٫۹ هکتار مساحت و ۴۱۰ متر مکعب حجم ذخیره شده دارد.